# Cheveux roses

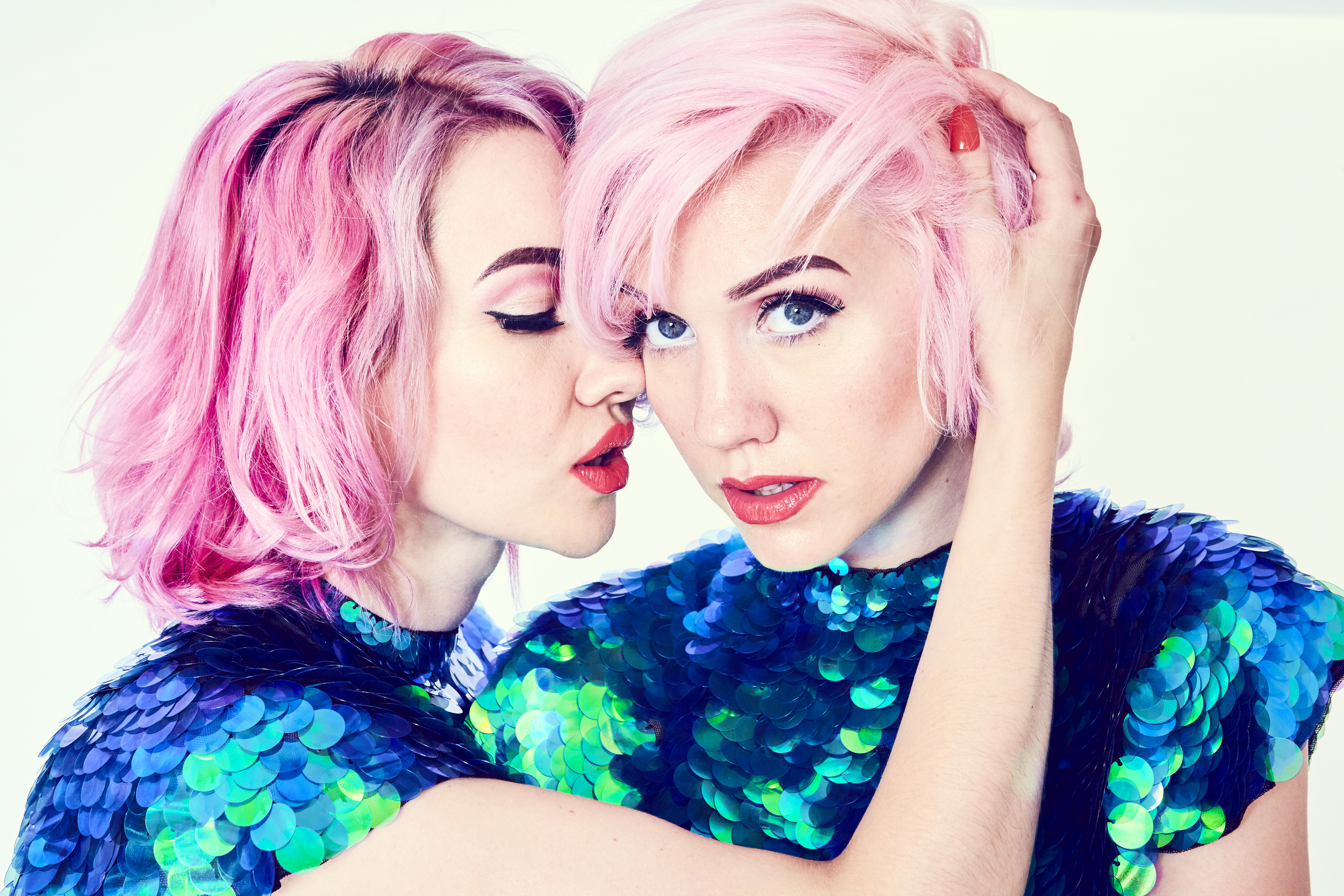
Jazzy et Ruby King.

Les cheveux rose sont obtenus chez les humains par une coloration, par le port d'une perruque ou par l'exposition au chlore.

## Histoire
La tendance Seapunk, l'élévation de Charlotte Free ont permis de déclencher la mode chez de nombreuses stars tels que Dakota Fanning, Rihanna, Katy Perry, Helen Mirren, Lily Allen, Fearne Cotton, Nicki Minaj, et ainsi populariser cette coloration.

## Description
La couleur rose est la couleur la plus difficile à avoir du fait de la nécessité à une base très clair voire presque blanche,.